# 奥尔丹
奥尔丹（法語：Hordain，法語發音：[ɔʁdɛ̃]）是法国上法蘭西大區北部省的一个市镇，属于瓦朗谢讷区。

## 地理
奥尔丹（50°15'45"N, 3°18'54"E）面积5.66 平方千米，位于法国上法蘭西大區北部省，该省份为法国最北部的省份及最长的省份，西北濒北海，西接加来海峡省，南至埃纳省和索姆省，东与比利时接壤。
与奥尔丹接壤的市镇（或旧市镇、城区）包括：略圣阿芒、伊维、阿韦讷勒塞克、布尚、埃特兰。

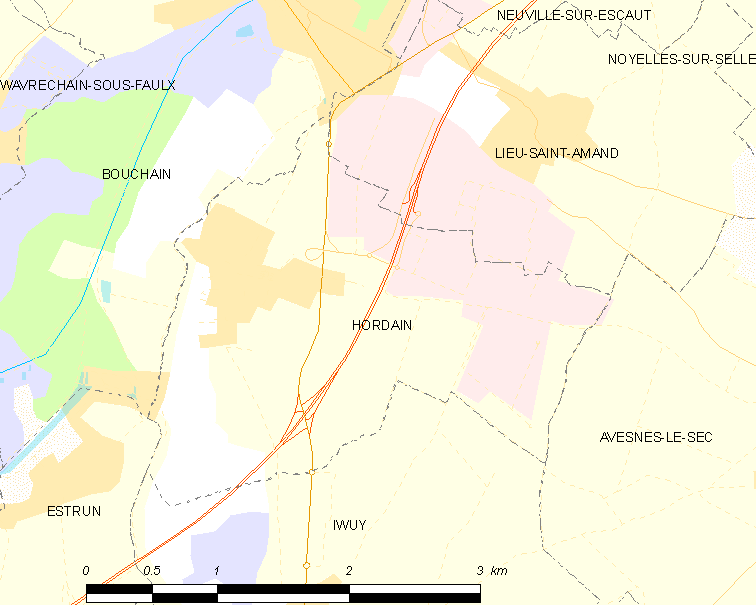
奥尔丹的OSM定位图

奥尔丹的时区为UTC+01:00、UTC+02:00（夏令时）。

## 行政
奥尔丹的邮政编码为59111，INSEE市镇编码为59313。

## 政治
奥尔丹所属的省级选区为德南县。

## 人口

1962-2008年间奥尔丹人口变化图示

奥尔丹于2022年1月1日时的人口数量为1448人。